# Дисплей (КБ)
Открытое акционерное общество «Конструкторское бюро „Дисплей“» (ОАО «Конструкторское бюро „Дисплей“») — белорусское предприятие, специализируется на разработке и производстве средств отображения информации, предназначенных для работы в жестких условиях эксплуатации.

## История
Основано в августе 1987 году в соответствие с приказом Министерства радиопромышленности СССР № 330 от 04.06.87г. на базе отдела прикладного телевидения ВТЗ (Витебского телевизионного завода). Целью создания КБ явилась разработка телевизионных систем отображения информации с повышенной информативностью.
В мае 2023 года санкции против «Дисплея» ввела Украина, а в декабре – Великобритания. В августе 2024 года к санкциям против КБ присоединилась Канада.

## Деятельность
Деятельность осуществляется в следующих направлениях:
Разработка и производство межвидовых видеомониторов.
Освоено более 90 видов видеомониторов межвидового применения на ЖК-панелях с диагональю экрана от 6.5"до 98", для использования в наземных, морских и авиационных комплексах, в том числе обеспечивающих требования работоспособности в движении (работа на ходу)
Разработка и производство панельных и переносных ЭВМ.
Выпускаемые компьютеры являются многоцелевыми и используются как персональные рабочие станции, так и в составе рабочих групп (части радиолокационных комплексов, для предполетной проверки и подготовки самолетов, в составе различных симуляторов и тренажеров).
Разработка и производство дисплеев на ЖК-панелях для авиационных многофункциональных индикаторов.
Выпускаемые авиационные дисплеи имеют коэффициенты зеркального отражения менее 1 % и диффузного отражения менее 0,1 %, работают при внешних засветках 100 000 Люкс, расширенный температурный диапазон, при необходимости реализуются интеллектуальные системы подсветки и режим совместимости с NVIS.
Разработка и производство микродисплейных систем индикации (МСИ).
МСИ — это индивидуальное малогабаритное средство отображения на базе OLED-микродисплеев. Она может подключаться к персональному компьютеру, различным источникам видеосигнала .
Доработка в части упрочнения конструкции ЖК-панелей.
- Обрезка ЖК-матриц стандартных форматов до формата, требуемого заказчиком.
- Установка оптически прозрачных нагревателей (ITO), приклейка антиотражающих (AR) фильтров в том числе с EMI.
- Установка сенсорных панелей.
- Глубокая доработка ЖК-панелей с заменой корпуса.
- Обеспечение совместимости ЖК-панелей с NVIS.
- Доработка ЖК-панелей в части увеличения яркости.
- Преобразование интерфейса ЖК-панелей (TTL в LVDS, LVDS в TTL и др.), преобразование форматов разложения.

С 2007 года разрабатывается автоматизированный дистанционно-управляемый наблюдательно-огневой комплекс Адунок.

## Администрация
Директор — А. С. Войтенков.